# كمثرى يالتيريكي
كمثرى يالتيريكي (الاسم العلمي: Pyrus yaltirikii) هو نوع نباتي يتبع جنس الكمثرى من الفصيلة الوردية.